# Ґвяздово (Великопольське воєводство)
Ґвяздово (пол. Gwiazdowo) — село в Польщі, у гміні Костшин Познанського повіту Великопольського воєводства.
Населення — 291 особа (2011).
У 1975-1998 роках село належало до Познанського воєводства.

## Демографія
Демографічна структура станом на 31 березня 2011 року:
|          | Загалом | Допрацездатний вік | Працездатний вік | Постпрацездатний вік |
| -------- | ------- | ------------------ | ---------------- | -------------------- |
| Чоловіки | 151     | 21                 | 113              | 17                   |
| Жінки    | 140     | 27                 | 80               | 33                   |
| Разом    | 291     | 48                 | 193              | 50                   |